# Roumégoux (Tarn)
Pour les articles homonymes, voir Roumégoux.
Roumégoux est une ancienne commune française située dans le département du Tarn, en région Occitanie. Sur le plan historique et culturel, la commune est dans l'Albigeois, une région naturelle agricole correspondant aux environs de la ville d’Albi.
Exposée à un climat océanique altéré, elle est drainée par le Lézert, le ruisseau de Siez et par divers autres petits cours d'eau. La commune possède un patrimoine naturel remarquable composé d'une zone naturelle d'intérêt écologique, faunistique et floristique.
Ses habitants sont appelés les Roumegouzols et les Roumegouzolles.

## Géographie

### Localisation
La commune de Roumégoux se situe dans le canton du Haut Dadou et dans l'arrondissement d'Albi, à l'est de Réalmont, à l'ouest du Lézert.

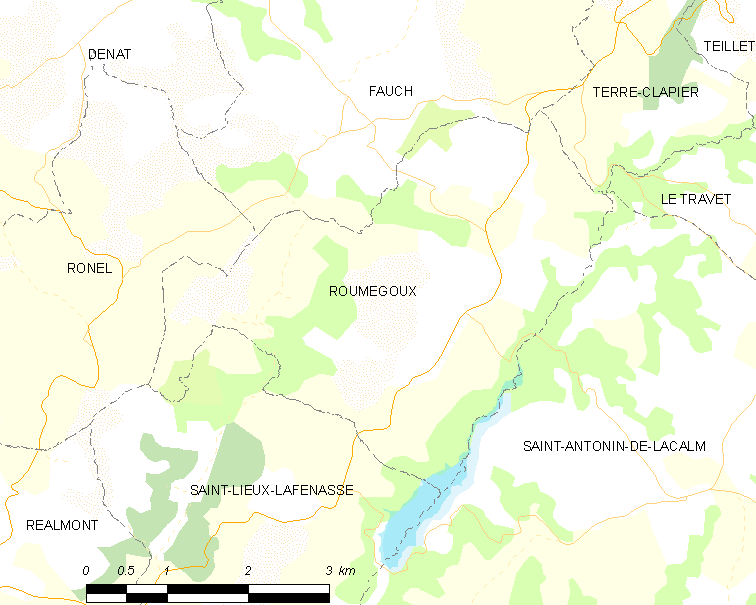
Situation de la commune.

### Communes limitrophes
| Fauch                                     |           | Terre-Clapier (Terre-de-Bancalié)                |
| Ronel (Terre-de-Bancalié)                 | Roumégoux | Le Travet (Terre-de-Bancalié) par un quadripoint |
| Saint-Lieux-Lafenasse (Terre-de-Bancalié) |           | Saint-Antonin-de-Lacalm (Terre-de-Bancalié)      |

### Hydrographie
La commune est dans le bassin de la Garonne, au sein du bassin hydrographique Adour-Garonne. Elle est drainée par le Lézert, le ruisseau de Siez, le ravin de Crapi, le ruisseau de Gauma et par divers petits cours d'eau, qui constituent un réseau hydrographique de 22 km de longueur totale,.
Le Lézert, d'une longueur totale de 16,5 km, prend sa source dans la commune de Teillet et s'écoule du nord-est au sud-ouest. Il se jette dans le Dadou sur le territoire communal.

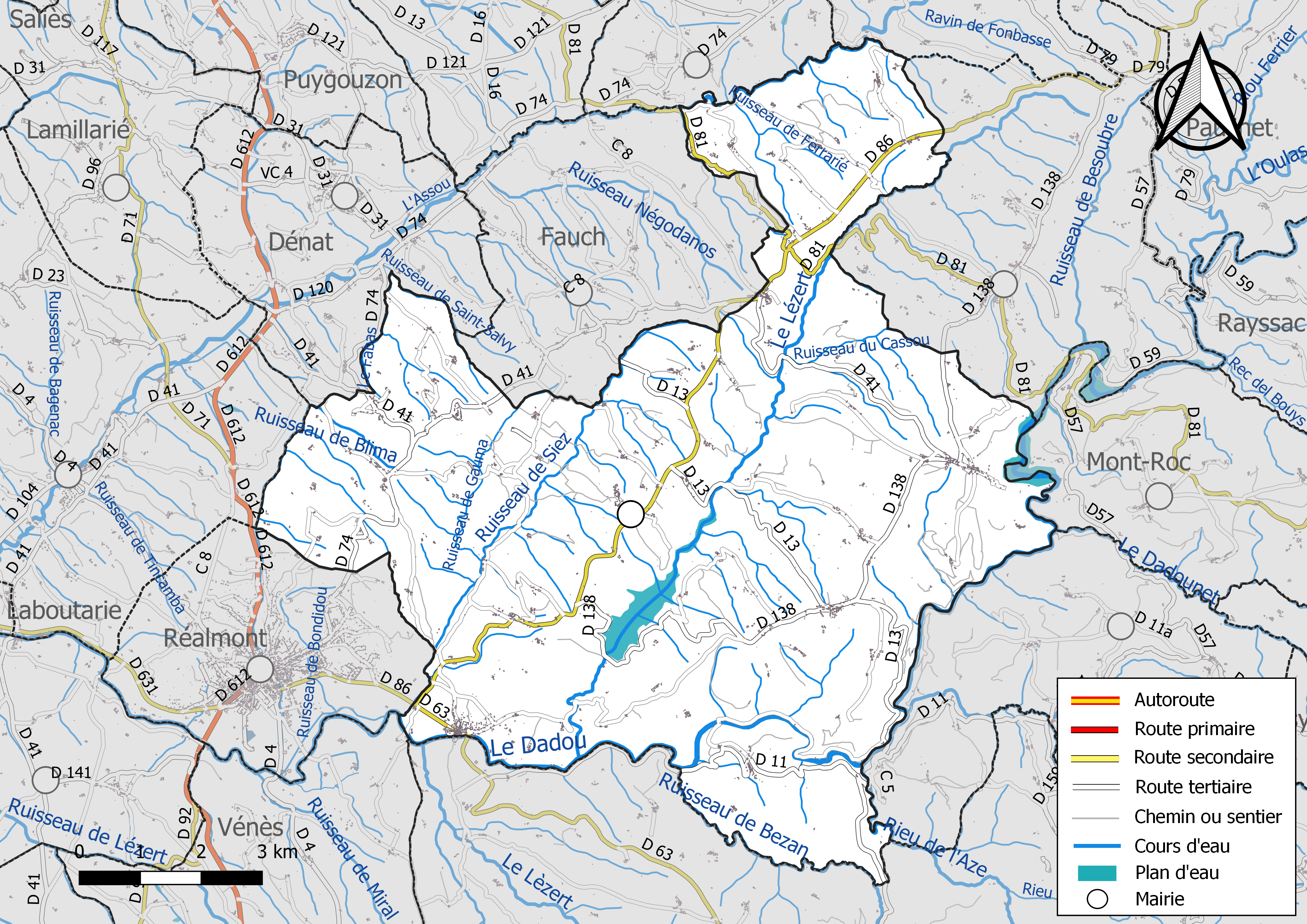
Réseaux hydrographique et routier de Roumégoux.

### Milieux naturels et biodiversité

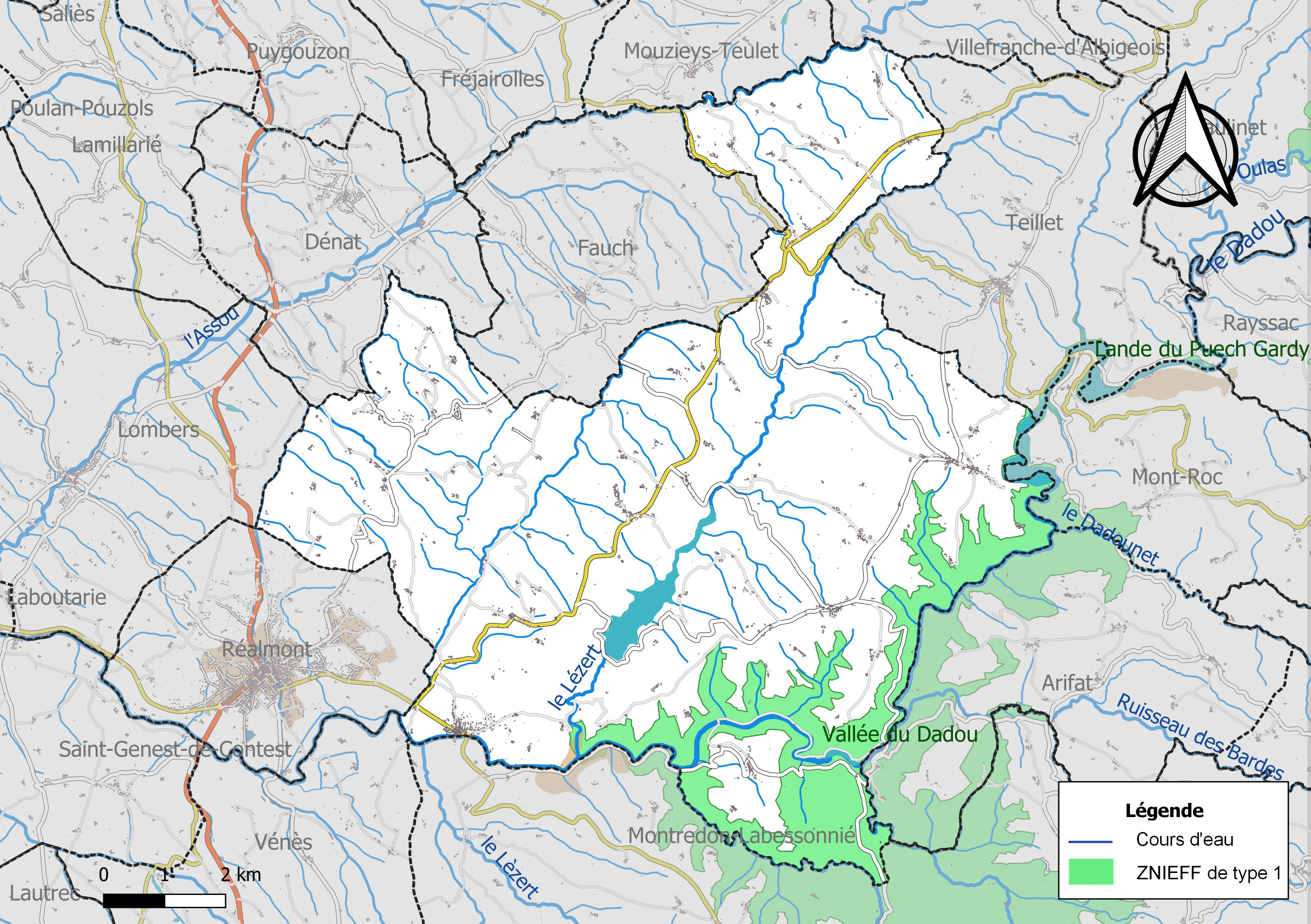
Carte de la ZNIEFF de type 1 localisée sur la commune.

L’inventaire des zones naturelles d'intérêt écologique, faunistique et floristique (ZNIEFF) a pour objectif de réaliser une couverture des zones les plus intéressantes sur le plan écologique, essentiellement dans la perspective d’améliorer la connaissance du patrimoine naturel national et de fournir aux différents décideurs un outil d’aide à la prise en compte de l’environnement dans l’aménagement du territoire. 
Une ZNIEFF de type 1 est recensée sur la commune :
la « vallée du Dadou » (3 063 ha), couvrant 7 communes du département.

## Histoire

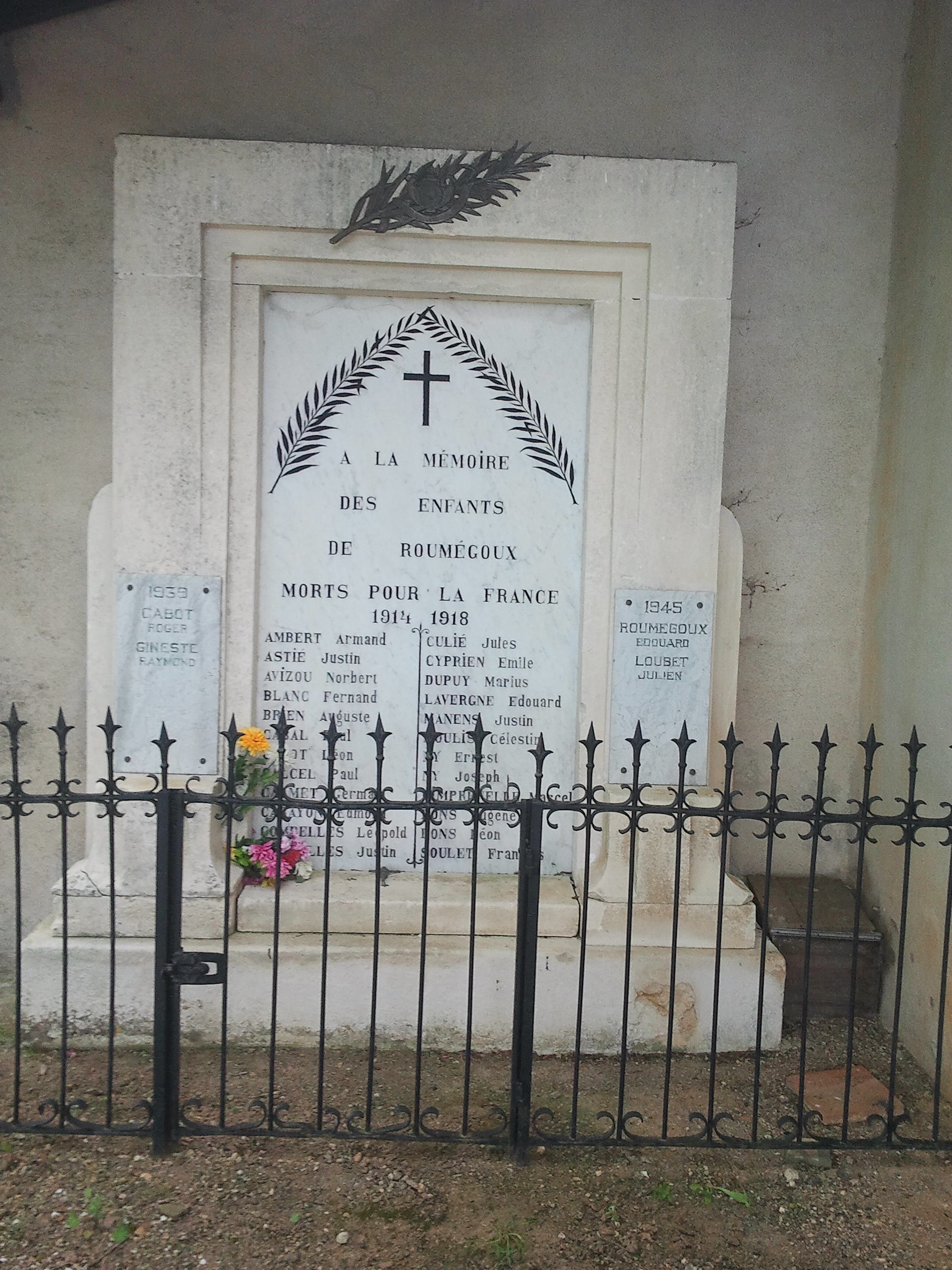
Le monument aux morts.

Le 1er janvier 2019, la commune fusionne avec Ronel, Saint-Antonin-de-Lacalm, Saint-Lieux-Lafenasse, Terre-Clapier et Le Travet pour former la commune nouvelle de Terre-de-Bancalié dont la création est actée par un arrêté préfectoral du 29 novembre 2018.

## Politique et administration

### Liste des maires
| Période                                  | Période  | Identité         | Étiquette | Qualité |
| ---------------------------------------- | -------- | ---------------- | --------- | ------- |
| janvier 2019                             | En cours | Pierre Calvignac |           |         |
| Les données manquantes sont à compléter. |          |                  |           |         |

| Période                                  | Période       | Identité         | Étiquette | Qualité |
| ---------------------------------------- | ------------- | ---------------- | --------- | ------- |
|                                          |               |                  |           |         |
| mars 2001                                | décembre 2018 | Pierre Calvignac |           |         |
| Les données manquantes sont à compléter. |               |                  |           |         |

## Population et société

### Démographie
| 1793 | 1800 | 1806 | 1821 | 1831 | 1836 | 1841 | 1846 | 1851 |
| ---- | ---- | ---- | ---- | ---- | ---- | ---- | ---- | ---- |
| 563  | 553  | 615  | 662  | 636  | 638  | 648  | 646  | 675  |

| 1856 | 1861 | 1866 | 1872 | 1876 | 1881 | 1886 | 1891 | 1896 |
| ---- | ---- | ---- | ---- | ---- | ---- | ---- | ---- | ---- |
| 650  | 608  | 586  | 598  | 649  | 625  | 583  | 564  | 533  |

| 1901 | 1906 | 1911 | 1921 | 1926 | 1931 | 1936 | 1946 | 1954 |
| ---- | ---- | ---- | ---- | ---- | ---- | ---- | ---- | ---- |
| 498  | 507  | 511  | 438  | 459  | 373  | 374  | 349  | 306  |

| 1962 | 1968 | 1975 | 1982 | 1990 | 1999 | 2006 | 2007 | 2012 |
| ---- | ---- | ---- | ---- | ---- | ---- | ---- | ---- | ---- |
| 305  | 276  | 245  | 213  | 180  | 186  | 226  | 232  | 234  |

| 2016 | - | - | - | - | - | - | - | - |
| ---- | - | - | - | - | - | - | - | - |
| 251  | - | - | - | - | - | - | - | - |

## Culture locale et patrimoine

### Lieux et monuments
- L'église paroissiale ;
- La chapelle Notre-Dame de la Brune.

### Héraldique
| Roumégoux | Son blasonnement est : D'argent au chef de sable. |